# Аугуст Бивец
Аугуст Бивец (Врбовец, 30. септембар 1909 — Загреб, 22. јун 1987) био је југословенски фудбалер и тренер.

## Биографија
Фудбалску каријеру је започео 1925. у млађим категоријама ХШК Грађански, али је због једног промашеног једанаестерца прешао у јуниоре загребачке Конкордије. Фудбалску афирмацију је стекао у дресу ХАШК-а из Загреба.
Од 1930. поново је у матичном клубу Грађански, са којим је освојио првенство 1937. За време служења војног рока у Београду 1935. године наступао је за БСК.
Док је наступао у Грађанском играо је у тандему са Бернардом Хиглом. Према неким изворима, окончао је играчку каријеру 1939. након свађе с председником Бергером око продужетка уговора.
За репрезентацију Југославије одиграо је једну пријатељску утакмицу, 6. августа 1933. године против Чехословачке у Загребу (победа 2:1).
Један од првих тренера у клубовима из Бјеловара и Карловца пре 1941. године, а након 1945. у Загребу и околини. Као тренер водио је Графичар, Раде Кончара, Загреб, Локомотиву, Текстилац и Металац из Загреба, Самобор, Радник из Велике Горице, Доломит из Подсуседа, те Сегесту из Сиска. Под његовим вођством Самобор је постигао заиста добре резултате, посебно 1948. године када је освојио прво место у првенству Загребачког округа. Тим пласманом ушао је у квалификације за улазак у тадашњу фудбалску лигу Хрватске (трећа зона Хрватске).
Добитник је Златне плакете Фудбалског савеза Југославије. Преминуо је у Загребу 22. јуна 1987. године.

## Успеси
- Грађански Загреб
  - Првенство Југославије: 1937.